# Ust-Omtjug
Ust-Omtjug (ryska Усть-Омчуг) är en ort i Magadan oblast i Ryssland. Orten ligger vid floden Debin, en biflod till Kolymafloden, 340 kilometer sydost om Magadan. Folkmängden uppgår till cirka 3 500 invånare.

## Galleri

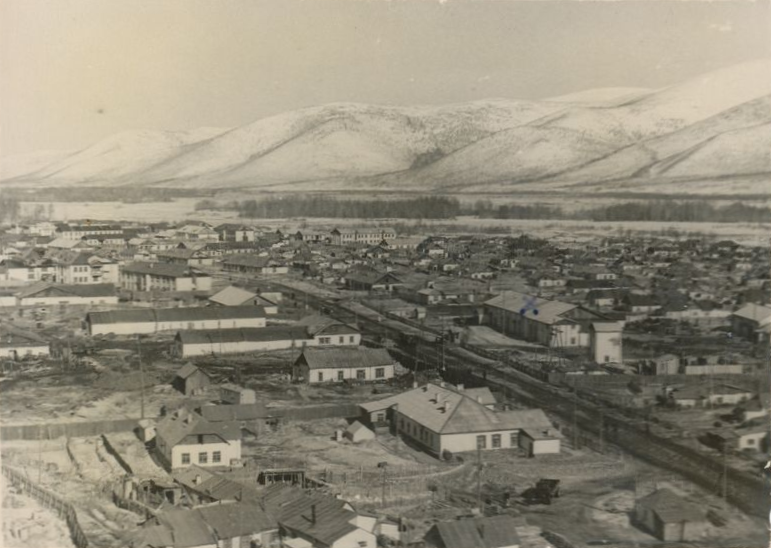
Ust-Omtschug, 1958
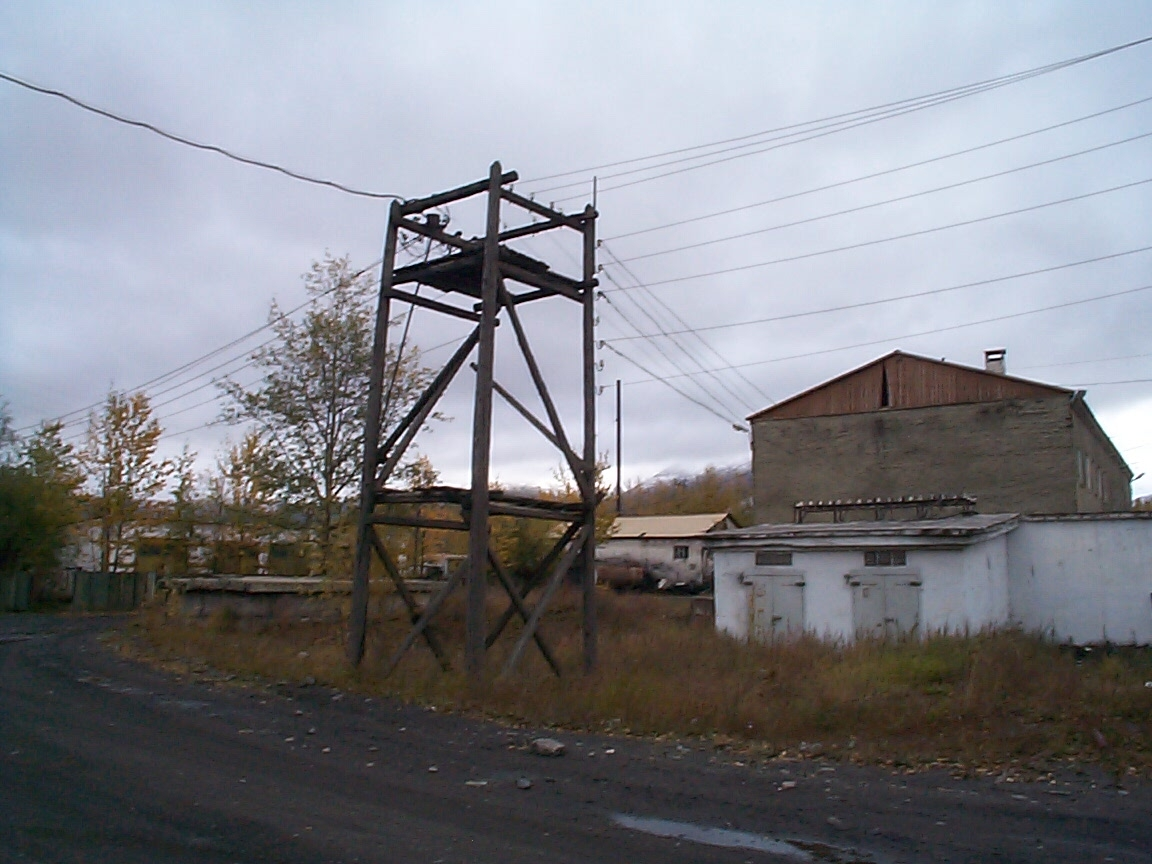
Ust-Omtschug, 2009
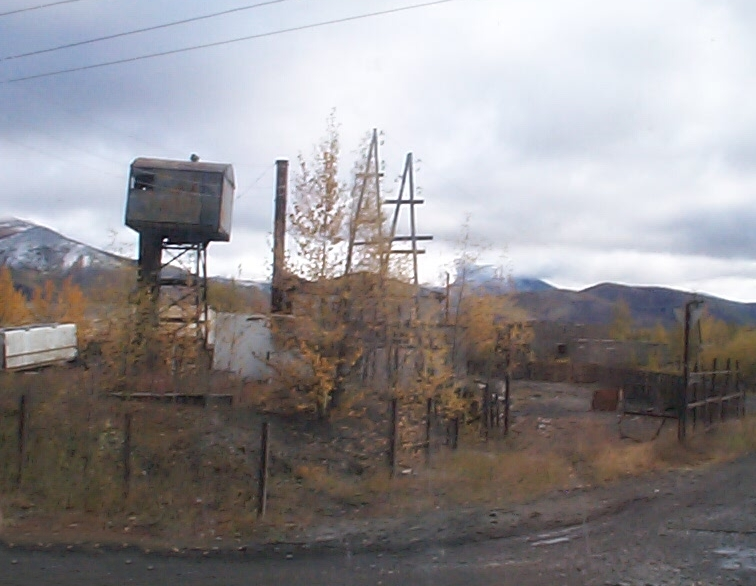
Ust-Omtschug, 2009